# ناحية دركوش
ناحية دركوش إحدى نواحي سوريا تتبع إداريّاً لمحافظة إدلب منطقة جسر الشغور ومركزها مدينة دركوش، بلغ تعداد سكان الناحية 23,022 نسمة حسب التعداد السكاني لعام 2004.

## بلدات وقرى ناحية دركوش
عامود، العدنانية فرجين، دركوش، دير عثمان، الدرية، الغزالة مغيدلة، الجميلية، المطلة بطلايا، المعزولة، مريمين، الرمادية، السعدية (بسندتيا)، السوادية (نبهان)، الشيخ عيسى العاشوري، الظهر، طورين، الزهراء (خربة عامود)، الزنبقي، زرزور.